# Andrzej Zwierzak
Andrzej Zwierzak (ur. 17 marca 1931 w Warszawie, zm. 5 lipca 2019 w Łodzi) – polski chemik, profesor Politechniki Łódzkiej.
W 1936 roku otrzymał świadectwo dojrzałości w Państwowym Gimnazjum i Liceum im. M. Kopernika w Łodzi. W 1955 roku uzyskał dyplom magistra inżyniera po ukończeniu studiów na Wydziale Chemicznym Politechniki Łódzkiej. W Politechnice Łódzkiej pracuje nieprzerwanie od 1953 roku, początkowo w Katedrze Chemii Organicznej, a od 1970 roku w Instytucie Chemii Organicznej. W 1959 roku uzyskał stopień doktora nauk chemicznych, a stopień doktora habilitowanego w 1964 roku. Od 1969 roku należał do PZPR. Tytuł profesora otrzymał w 1972 roku, a stanowisko profesora zwyczajnego uzyskał w 1980 roku.
Jego specjalizacją naukową była chemia organiczna, a zainteresowania naukowe obejmowały problemy syntezy i zastosowania nowych typów związków fosforoorganicznych oraz katalizy przeniesienia międzyfazowego (PTC), a także technik pokrewnych w syntezie organicznej.
Opublikował ok. 150 artykułów oraz dwutomowy podręcznik akademicki z dziedziny chemii organicznej. Wypromował 7 doktorów. Rezultatem wieloletniej współpracy z przemysłem środków ochrony roślin oraz przemysłem farmaceutycznym jest współautorstwo 40 patentów oraz jedno wdrożenie.
Otrzymał m.in. Krzyż Kawalerski Orderu Odrodzenia Polski (1973), Medal Stanisława Kostaneckiego (1980) i Medal Komisji Edukacji Narodowej (1982).